# Cyril Chadwick
Pour les articles homonymes, voir Chadwick.
Cyril Chadwick est un acteur et chanteur anglais, né le 11 juin 1879 à Kensington (Grand Londres), mort le 3 novembre 1955 à Paddington (Cité de Westminster, Grand Londres).

## Biographie
Menant sa carrière essentiellement aux États-Unis, Cyril Chadwick joue ainsi au théâtre à Broadway (New York) de 1903 à 1921, dans sept comédies musicales, une opérette et sept pièces, dont Les Piliers de la société d'Henrik Ibsen (1910, avec Thomas N. Heffron et Henry Stephenson). Il revient à Broadway en 1934-1935, dans une ultime comédie musicale et deux pièces, dont Richard of Bordeaux (en) de Gordon Daviot (1934, avec Dennis King et Montagu Love).
Au cinéma, il apparaît principalement durant la période du muet, dans des films américains sortis à partir de 1913. Citons Calvaire d'apôtre de Maurice Tourneur (1923, avec Richard Dix et Mae Busch), le western Le Cheval de fer de John Ford (1924, avec George O'Brien et Madge Bellamy) et Peter Pan d'Herbert Brenon (1924, avec Betty Bronson et Ernest Torrence).
Avec le passage au parlant, suivent quelques autres films américains, dont The Thirteenth Chair de Tod Browning (1929, avec Conrad Nagel et Leila Hyams) et The Black Watch de John Ford (1929, avec Victor McLaglen et Myrna Loy), premiers films parlants de leurs réalisateurs respectifs.
Les deux ultimes films américains de Cyril Chadwick sortent en 1933, dont Sensation Hunters (en) de Charles Vidor (avec Arline Judge et Preston Foster). Sort ensuite, en 1938, son unique film britannique — si l'on excepte une coproduction américano-britannique de 1922 —, dernier de ses soixante-neuf films (y compris des courts métrages), après quoi il se retire dans son pays natal.

## Théâtre à Broadway (intégrale)
Comédies musicales
- 1903 : Peggy from Paris, musique de William Lorraine, lyrics et livret de George Ade : membre du chœur
- 1908 : Nearly a Hero, musique de Seymour Furth, lyrics d'Edward B. Claypoole et Will Heelan, livret d'Harry B. Smith : rôle non-spécifié (chanteur et danseur)
- 1911 : Marriage a la Carte, musique d'Ivan Caryll, lyrics et livret de C. M. S. McLellan : Ponsonby de Coutts Wragge
- 1911 : A Country Girl, musique de Lionel Monckton, lyrics de Percy Greenbank et Adrian Ross, livret de James T. Tanner : rôle non-spécifié
- 1915 : Die moderne Eva (A Modern Eve), musique de Victor Hollaender et Jean Gilbert, lyrics de Benjamin Hapgood Burt, livret original de Georg Okonkowsky et A. Schönfeld : Dickey Rutherford
- 1916 : Yvette, musique et lyrics de Frederick Herendeen, livret de Benjamin Thorne Gilbert : Lord Silverhampton
- 1918 : The Kiss Burglar, musique de Raymond Hubbell, lyrics et livret de Glen MacDonough : M. E. Chatteron-Pym
- 1934-1935 : Music Hath Charms, musique de Rudolf Friml, lyrics et livret de Rowland Leigh, George Rosener et John Shubert : Duc d'Umbria

Opérette
- 1916-1917 : As obsitos (Her Soldier Boy), musique de Sigmund Romberg et Emmerich Kálmán, lyrics et livret de Rida Johnson Young, d'après le livret original de Victor Léon : Monty Mainwaring

Pièces
- 1907 : The Lancers de Rida Johnson Young et J. Hartley Manners (avec musique de scène): Lieutenant Neville
- 1909 : The Noble Spaniard de William Somerset Maugham : rôle non-spécifié
- 1910 : Mr. Buttles de Frederick Arnold Krummer : rôle non-spécifié
- 1910 : Les Piliers de la société (Pillars of Society) d'Henrik Ibsen : Hilmar Tonnesen
- 1910 : Der grüne Kakatu (The Green Cockatoo) d'Arthur Schnitzler, adaptation de Philip Little et George Rublee : rôle non-spécifié
- 1910 : The Speckled Band, adaptation de la nouvelle Le Ruban moucheté (The Adventures of the Speckled Band) d'Arthur Conan Doyle : rôle non-spécifié
- 1920-1921 : Three Live Ghosts de Frederic Isham : Spoofy (rôle repris dans l'adaptation au cinéma de 1922 : voir filmographie ci-après)
- 1934 : Richard of Bordeaux de Gordon Daviot : Thomas Arundel
- 1934 : Geraniums in My Window de Samuel Ornitz et Vera Caspary : Randolph Starr

## Filmographie partielle
(films américains, sauf mention contraire)
- 1914 : Mrs. Black Is Back de Thomas N. Heffron : Bramley Bush
- 1915 : Marrying Money de James Young : Archie Vandeveer
- 1916 : The Smugglers de Sidney Olcott : Brompton
- 1917 : Bab's Matinee Idol de J. Searle Dawley : Honorable Page Berseford
- 1918 : On the Quiet de Chester Withey : Duc de Carbondale
- 1918 : Mrs. Dane's Defense de Hugh Ford : James Risbee
- 1918 : La Petite Chocolatière ou Mademoiselle Josette, ma femme (The Richest Girl) d'Albert Capellani
- 1919 : Le Phare dans la tempête (Out Yonder) de Ralph Ince : Reggie Hughes
- 1920 : The Misleading Lady de George Irving et George Terwilliger : Tracey
- 1920 : His Wife's Money de Ralph Ince : James Cardwell
- 1922 : La Rencontre (Till We Meet Again) de Christy Cabanne : Un membre du gang
- 1922 : Un dégourdi (Thirty Days) de James Cruze : Huntley Palmer
- 1922 : Women Men Marry d'Edward Dillon : Lord Brooks Fitzroy
- 1922 : Les Trois Revenants (Three Live Ghosts) de George Fitzmaurice (film américano-britannique) : Spoofy
- 1922 : Haine et Amour (The Stranger's Banquet) de Marshall Neilan : Bond
- 1923 : Après la tempête (Little Church Around the Corner) de William A. Seiter : Mark Hanford
- 1923 : Cruel sacrifice (The Rustle of Silk) d'Herbert Brenon : Paul Chalfon
- 1923 : Calvaire d'apôtre (The Christian) de Maurice Tourneur : Lord Robert Ure
- 1923 : Don't Marry for Money de Clarence Brown : Crane Martin
- 1923 : La Première Femme (Brass) de Sidney Franklin : Roy North
- 1923 : The Social Code d'Oscar Apfel : Colby Dickinson

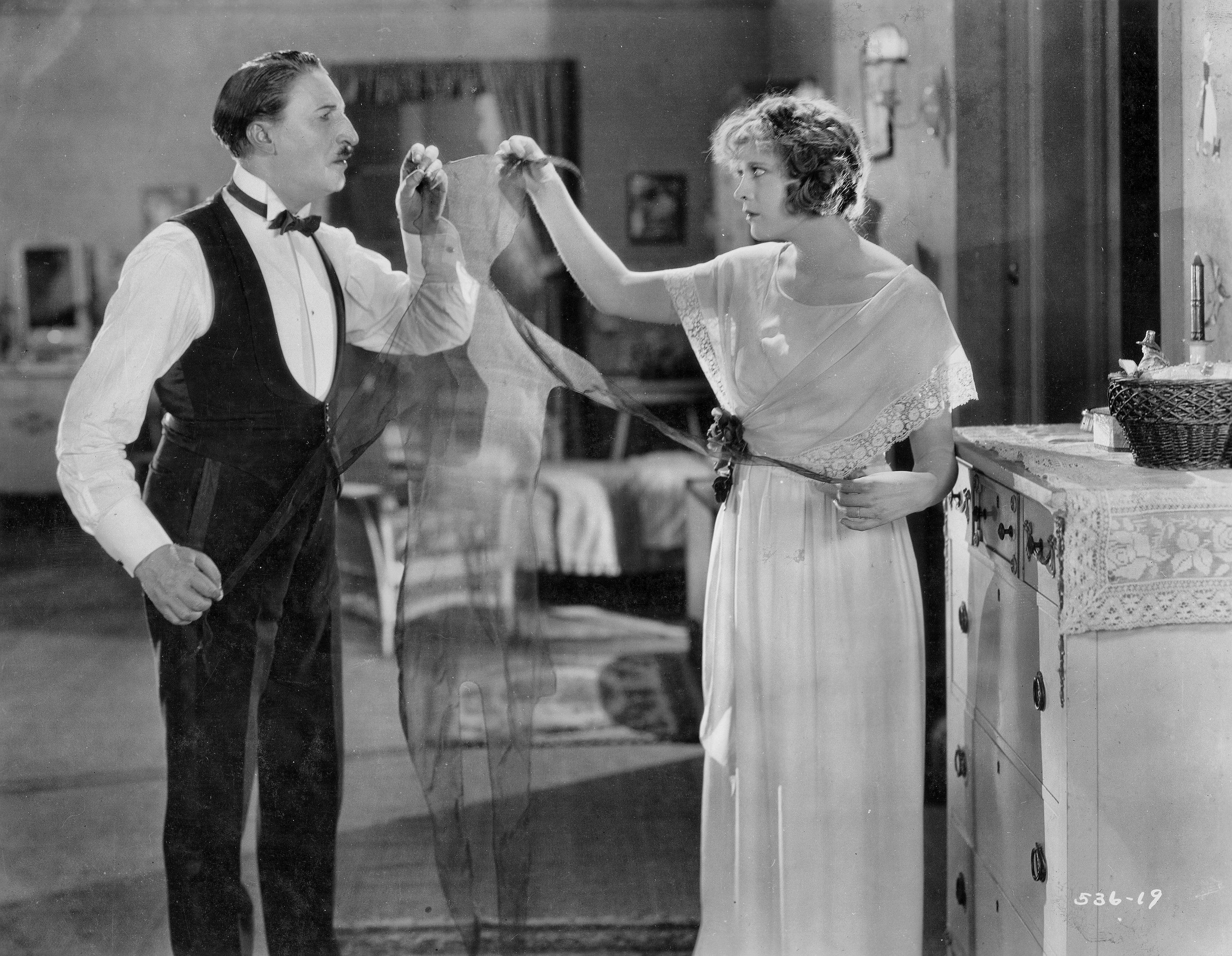
Avec Esther Ralston, dans Peter Pan (1924)

- 1924 : Un drame en mer (The Storm Daughter) de George Archainbaud : Le duc
- 1924 : Le Cheval de fer (The Iron Horse) de John Ford : Peter Jesson
- 1924 : The Heart Buster de Jack Conway : Edward Gordon
- 1924 : Peter Pan d'Herbert Brenon : M. Darling
- 1924 : The Man Who Came Back d'Emmett J. Flynn : Capitaine Trevelan
- 1924 : Le Bonheur en ménage (Happiness) de King Vidor : Philip Chandos
- 1925 : Ship of Souls de Charles Miller : Churchill
- 1925 : L'Appât de l'or (The Hunted Woman) de Jack Conway : Culver Rann
- 1925 : Forty Winks de Paul Iribe et Frank Urson : Gasper Le Sage
- 1925 : Extra Dry ou Sa nièce de Paris (Thank You) de John Ford : M. Jones
- 1925 : His Supreme Moment de George Fitzmaurice : Harry Avon
- 1925 : Sporting Life de Maurice Tourneur : Phillips, Lord Wainwright
- 1925 : The Best Bad Man de John G. Blystone : Frank Dunlap
- 1926 : Chasseurs, sachez chasser ! (Hold That Lion!) de William Beaudine : H. Horace Smythe
- 1926 : Gigolo de William K. Howard : Dr Gerald Blagden
- 1927 : Non ! Pas possible ? (Is Zat So?) de Alfred E. Green : Robert Parker
- 1927 : Foreign Devils (en) de W. S. Van Dyke : Lord Vivien Cholmondely
- 1928 : Nearly Divorced de Lowell Sherman (court métrage) : Sir Gerald
- 1928 : L'Infidèle (The Mating Call) de James Cruze : Anderson
- 1928 : The Actress de Sidney Franklin : Capitaine de Foenix
- 1928 : Le Fardeau de James Cruze
- 1929 : La Treizième chaise (The Thirteenth Chair) de Tod Browning : Brandon Trent
- 1929 : The Last of Mrs. Cheyney de Sidney Franklin : Willie Wynton
- 1929 : La Garde noire (The Black Watch) de John Ford : Major Twynes
- 1930 : Divorced Sweethearts de Mack Sennett (court métrage) : Richard Wallace
- 1930 : The Lady of Scandal de Sidney Franklin : Sir Reginald
- 1930 : Once a Gentleman (it) de James Cruze : Jarvis
- 1931 : No, No, Lady d'Edward F. Cline (court métrage) : Charley
- 1931 : One Yard to Go de William Beaudine (court métrage) : Sir Herbert Brockleigh
- 1931 : Speed de Mack Sennett (court métrage) : M. Truess
- 1933 : Sensation Hunters (en) de Charles Vidor : Upson
- 1933 : The Big Bluff de Reginald Denny : rôle non-spécifié